# Leigh Blond
Leigh Blond właśc. Bert de Ruijter (ur. 1952) – holenderski kompozytor muzyczny i wokalista.

## Życiorys
W wieku pięciu lat, odwiedzając w niedziele swoje wujostwo, zapoznał się z muzyką Elvisa Presleya i Chucka Berry'ego. W wieku 11 lat kupił pierwszy album muzyczny – I Feel Like a Millionaire Jacka Dupree. W wieku 14 lat, jako samouk, nauczył się grać na gitarze. Mając 16 lat, zaczął pisać teksty piosenek. W trakcie swojej kariery napisał około stu tekstów, z czego część została wykorzystana przez innych artystów, takich jak Boz Scaaggs, Bonnie Raitt, Dusty Springfield, Bill Wyman, Chris Farlowe, Long John Baldry, Paul Rodgers i innych. W latach 1975–1981 grał jako pianista w zespole Boogie Woogie and Blues Band, który to zespół nagrał dwa albumy i udzielał koncertów głównie w Holandii, RFN i we Włoszech. W 1990 roku zaczął udzielać się jako wokalista (próby wokalne podejmował wcześniej, ale zarzucił je, chcąc skupić się na graniu na pianinie i gitarze).

## Dyskografia
- River of Tears (1982)
- Bluesness (1992)
- See Me Thru (1999)
- Tribute To PCL (2004)
- Blueside of the Road (2006)
- Subtle Ways of Blues (2007)